# Turriaco

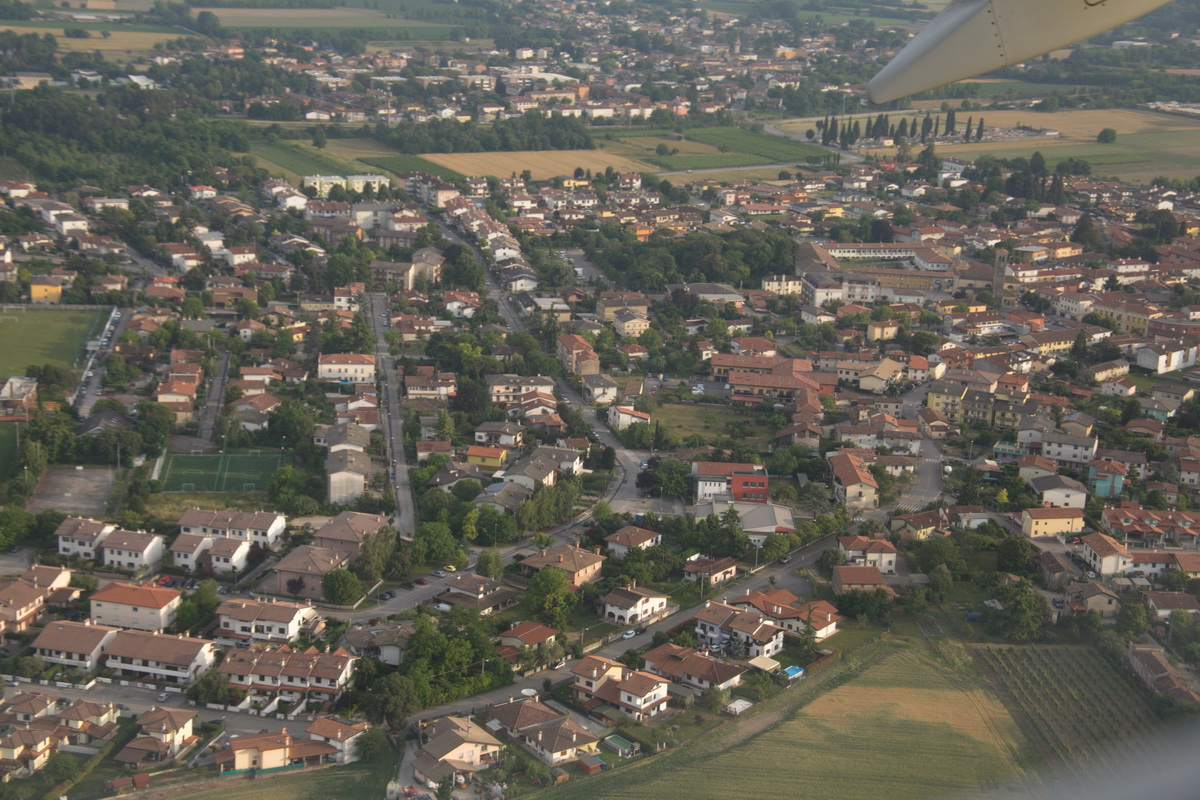
Luftaufnahme von Turriaco (2018)

Turriaco (im furlanischen Dialekt: Turiàc) ist eine nordostitalienische Gemeinde (comune) mit 2780 Einwohnern (Stand 31. Dezember 2023) in der Region Friaul-Julisch Venetien. Die Gemeinde liegt etwa 19 Kilometer südwestlich von Gorizia. Die östliche Grenze bildet der Isonzo.

## Geschichte
Turriaco wird erstmals 1224 als Ort erwähnt. Die Gemeinde war bis zum Ende des Ersten Weltkriegs Teil der Grafschaft Görz und Gradisca, wobei sie dem Gerichtsbezirk Monfalcone unterstellt war, der wiederum Teil des Bezirks Monfalcone war.